# Henri Mauduit
Pour les articles homonymes, voir Mauduit.
Henri Mauduit (Bordeaux, 16 novembre 1917 - Limeil-Brévannes, 30 octobre 2006) est un peintre, céramiste, décorateur et sculpteur français.

## Biographie
Henri Mauduit naît à Bordeaux en 1917. Avant la guerre, il est d'abord l'élève du sculpteur Charles Despiau puis entre à l'École nationale des Beaux Arts de Paris dans les ateliers des sculpteurs Marcel Gimond et Georges Saupique. On note parmi ses travaux de l'époque, en tant que sculpteur, les chapiteaux de l'église Saint Pierre de Neuilly-sur-Seine. Puis il se tourne entièrement vers la peinture dès 1950. Henry Mauduit conduit sa carrière artistique parallèlement à son travail à la Poste, où il est Inspecteur aux Chèques postaux.
Son travail pictural très fécond est inspiré de Malevitch, Piet Mondrian et du Bauhaus.
Il réalise notamment des œuvres de grand format dont l'une, en céramique, orne intérieurement le bâtiment du 20 avenue de Ségur à Paris, ancien Ministère des postes et des télécommunications (qui abrite aujourd'hui plusieurs services ministériels). Une autre est visible au central téléphonique Montsouris, dans le 13e arrondissement de Paris.
En 1975, il obtient la Médaille de la ville de Paris à l'occasion de l'Exposition ARTFILA au Grand Palais pour un patchwork de 400 m2 et une aluchromie de 90 m2.
Il crée l'Atelier Kellerman, situé sur une péniche, consacré au travail sur la décoration de bureaux, le dessin, la peinture, la poterie et l'émail sur cuivre.
Henri Mauduit anime la Société artistique des PTT dont il est le secrétaire général de 1973 à 1979. Sous son impulsion, Calder, Miró, Pignon, Hartung et Moretti collaborent à la revue de l'association en réalisant des couvertures "Arts PTT".
Ses œuvres sont éditées par la galerie Maeght, ce qui lui permet d'être exposé dans toute l'Europe. Elles sont encore présentées en permanence par la galerie. Par ailleurs, de nombreuses œuvres d'Henri Mauduit circulent sur le marché de l'art.

## Distinctions
- Chevalier de l'Ordre national du Mérite.

## Critique artistique
Selon Thierry de Maigret, commissaire-priseur à l'hôtel Drouot : « Henri Mauduit fut un artiste complet dont l'objectif fut d'intégrer au cœur des préoccupations de l'art contemporain un sens aigu de la beauté, dans laquelle il voyait une source de joie infinie pour l'artiste comme pour le spectateur. Marqué par les travaux de Malévitch et de Mondrian, Henri Mauduit développa pendant un demi-siècle d'une création polyphonique, une peinture exigeante combinant dans sa texture et ses chromatismes raffinés une puissante sensualité avec une recherche de l'impalpable. »

## Anciens élèves de l'atelier Henri Mauduit
- Catherine Denis, artiste peintre[9].
- Monsieur Z, artiste peintre (élève peinture à l'huile, 1990-1991)[10].